# Compagnie La Otra Orilla
 (mai 2021).
Il peut être nécessaire de l'améliorer pour respecter le principe de neutralité de point de vue. Veuillez consulter la page de discussion pour plus de détails.

 (mai 2021).
 (mai 2021).
Si vous disposez d'ouvrages ou d'articles de référence ou si vous connaissez des sites web de qualité traitant du thème abordé ici, merci de compléter l'article en donnant les références utiles à sa vérifiabilité et en les liant à la section « Notes et références ».
La Otra Orilla est une compagnie de création en danse (OBNL) fondée à Montréal, en 2006 par la danseuse e chorégraphe Myriam Allard et le chanteur et metteur en scène Hedi Graja. Elle se consacre à faire vivre et à faire découvrir un art flamenco ancré dans un contexte contemporain et nord-américain.
Le travail de création des directeurs artistiques établit un dialogue constant entre tradition et modernité, vieux et nouveau continent, artistes et publics. Provoquée par des rencontres et des alliances inusitées entre divers champs artistiques, la signature de La Otra Orilla appelle à un flamenco décloisonné.

Logo

## Biographie de la compagnie
Myriam Allard et Hedi Graja travaillent en tandem depuis leur emménagement à Montréal en 2005. Ils fondent La Otra Orilla (L'autre rive) en 2006, et en assurent conjointement la direction artistique et générale. Ils s'investissent dans leur discipline, le flamenco, en vue de l'ancrer dans les milieux québécois et canadien, et développent une écriture chorégraphique et scénique originale.
La Otra Orilla compte douze créations à ce jour: des œuvres contemporaines, qui introduisent une rupture avec la forme traditionnelle: MuE_s (2008), première expérimentation de la grammaire et qui joue d’audace avec les codes esthétiques associés au flamenco; El12 (2010) qui pousse ces explorations davantage et devient une œuvre phare: premières coproductions avec Danse Danse, la Place des Arts et Spirafilm, premières tournées à l’international, nomination aux prix Dora Mavor Moor de Toronto; suivront HomoBLABLAtus (2013) et Moi&lesAutres (2015) dont la première mondiale a été présenté par le Jacob's Pillow Dance Festival. 
Des formats tablaos, plus impromptus dans leur facture, qui proposent une conversation intime entre la danse et la musique sous forme de tableaux : Declaracion en idioma flamenco1(2006), Denominacion de Origen Descontrolado2(2007) et Unplugged (2014).
Célébrant les 10 ans de la compagnie, Morceaux Choisis - spectacle exclusif composé d’extraits des œuvres les plus marquantes dans une scénographie originale - est présentée en septembre 2016.
Deux courtes pièces in situ complètent le répertoire: Cercania (2009) et the place in between (2016).
Les deux dernières créations de la compagnie, Rite (2018) et MAGNETIKAE (2019), sont actuellement en tournée au Québec,.

## Biographies des artistes

### Myriam Allard
Née à Québec, d’un père franco-manitobain et d’une mère gréco-britannique, Myriam Allard grandit dans une maison où la musique, la danse et l’ouverture à l’autre se vivent au quotidien. Sa rencontre avec le flamenco provoque un séisme : en 1996 elle quitte sa terre natale pour l’Espagne où elle se forme auprès de grands maîtres durant 8 ans. Ses débuts professionnels se font sur les planches des traditionnels tablaos en Espagne, avant d’intégrer différentes formations en Europe, aux États-Unis, au Japon - dont la compagnie d’Israel Galvan.
Pleine de ses expériences outre-mer, elle rentre à Montréal en 2006 et fonde avec Hedi Graja La Otra Orilla – l’autre rive; un espace de parole où la création n’a pas de limites. Inséparables, ils signent des œuvres décloisonnées et poétiques : un alliage inattendu de danse, chant, musique, théâtre. Leurs créations vont à la rencontre des spectateurs au Québec et au Canada, ainsi qu’aux États-Unis, en Écosse et en Colombie, trouvant écho partout sur leur passage.
Tour à tour chorégraphe, interprète, directrice artistique, mentor, collaboratrice, enseignante et mère de deux enfants, elle n’a de cesse de partager sa vision du monde en réfléchissant chaque fois plus de lumière.

### Hedi Graja
Artiste pluridisciplinaire, Hedi Graja est né avec un pied sur chacune des rives de la Méditerranée, ce qui aura une influence décisive sur son identité artistique. Initié au théâtre à Paris puis au chant classique à Toulouse, il y fait une rencontre décisive avec le flamenco et part développer ses connaissances à Séville. Le chant flamenco s’impose alors à lui comme un medium d’expression privilégié. Après quatre années passées en Andalousie, il complète ses études en Lettres et Arts à Paris où il poursuit également sa formation en chant flamenco, et collabore à titre de comédien avec la compagnie Le Théâtre du Voyageur. Depuis 2006, il développe la signature scénique de La Otra Orilla en prenant en charge la mise en scène et la scénographie de l’ensemble de ses productions.

## Studio La Lola
Les directeurs, investis dans l’enseignement du flamenco aux niveaux local, national et international, inaugurent en 2008 le studio Pleamar, rebatisé en 2020, le Studio La Lola. Un lieu vivant de création, d’enseignement et de vie, consacré à l’art flamenco et aux différentes activités de l’organisme. 
C’est au Pleamar qu’a lieu Paso a Paso: un mentorat offert à des danseurs de flamenco canadiens sélectionnés sur dossier. Trois éditions ont eu lieu à ce jour : en 2011, 2014 et 2016. Le projet de médiation culturelle Aqui estoy, ateliers de flamenco sont offerts à des femmes associées à des organismes socio-communautaires du Sud-Ouest de Montréal voit le jour en 2014, puis est renouvelé en 2015 et 2016.  
Au printemps 2021, le Studio La Lola lance son premier appel à projets de résidences artistiques, permettant ainsi à sept artistes de profiter de l'espace du Studio et de temps de création et répétition. 

## Principaux spectacles
- MAGNETIKAE, 2019[9]
- Rite, 2018
- CORPUS - Morceaux Choisis, 2016
- the place in between, 2016
- Moi&lesAutres, 2015
- Unplugged, 2014
- HomoBLABLAtus, 2013
- El12, 2010
- Cercania, 2009
- MuE_s, 2008
- Denominacion de Origen Descontrolado, 2007
- Declaracion en idioma flamenco, 2006[10]

## Principaux interprètes
- Caroline Planté[11] : guitariste
- Claire Gagnon : danseuse
- Miguel Medina : percussionniste
- Gaël Lane Lépine : pianiste